# Liste der Baudenkmale in Pudagla
In der Liste der Baudenkmale in Pudagla sind alle denkmalgeschützten Bauten der Gemeinde Pudagla (Mecklenburg-Vorpommern) und ihrer Ortsteile aufgelistet. Grundlage ist die Veröffentlichung der Denkmalliste des Landkreises Ostvorpommern mit dem Stand vom 30. Dezember 1996. 

## Baudenkmale nach Ortsteilen

### Pudagla
| ID | Lage                   | Bezeichnung              | Beschreibung | Bild           |
| -- | ---------------------- | ------------------------ | --- | -------------- |
|    | (Karte)                | Mühle                    | | Weitere Bilder |
|    | Schloßstraße 8 (Karte) | Schloss mit Schlossmauer | Das Schloss ist ein zweigeschossiger, weitgehend schmuckloser Putzbau auf einer Grundfläche von 48,7 Meter Länge und 11,5 Meter Breite. Es entstand gegen Ende des 16. Jahrhunderts. Das Gebäude hat zwölf Achsen und einen runden Erker an der Südwestecke. Im Krüppelwalmdach befinden sich Fledermausgauben; das segmentbogige Hauptportal auf der Südseite ist von Pilastern gerahmt. Oberhalb des Portals befindet sich ein hochrechteckiges Feld mit dem Großen Neunfeldrigen Wappen Pommerns und einer Inschriftentafel. Rückseit gibt es einen risalitartigen Vorbau mit einer überwölbten Wendeltreppe. | Weitere Bilder |

## Quelle
- Bericht über die Erstellung der Denkmallisten sowie über die Verwaltungspraxis bei der Benachrichtigung der Eigentümer und Gemeinden sowie über die Handhabung von Änderungswünschen (Stand: Juni 1997; PDF, 934 kB)